# .aw
.aw je internetová národní doména nejvyššího řádu pro ostrov Aruba.
Registrovat lze přímo na druhé úrovni, k dispozici je i doména pro komerční webové stránky .com.aw.